# Língua de sinais britânica

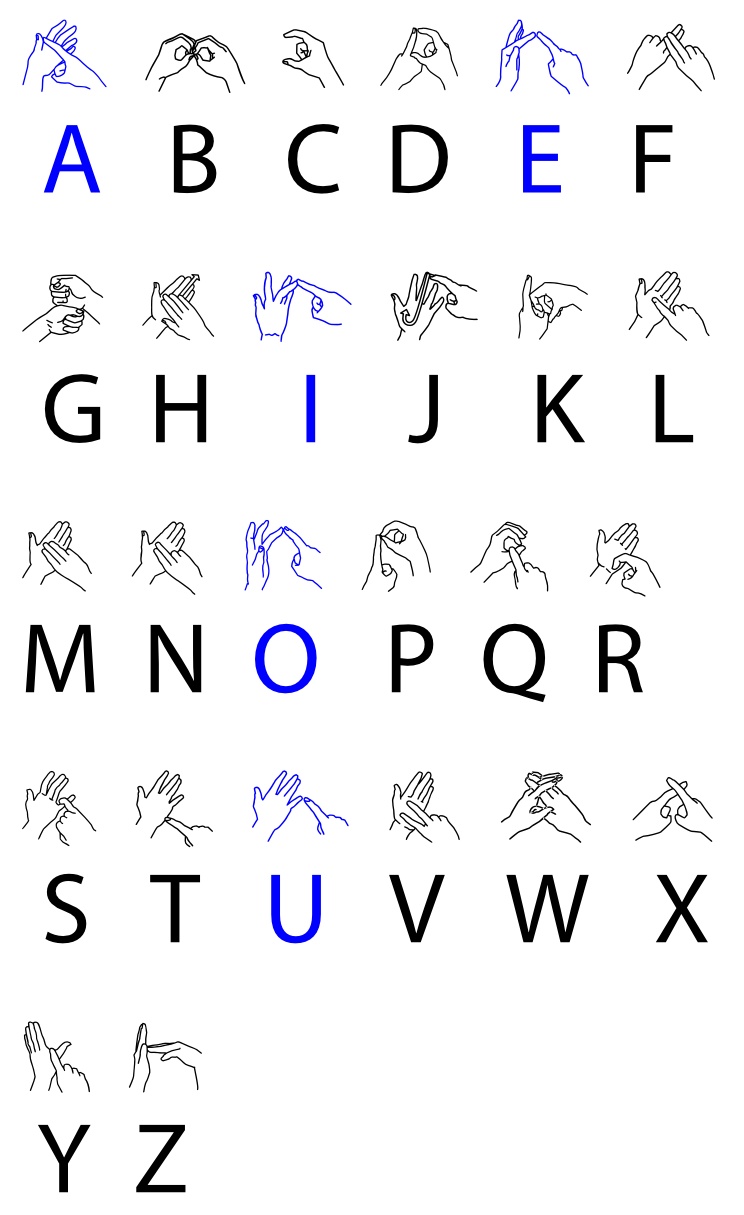
O alfabeto gestual.

A Língua de Sinais Britânica (em Portugal: Língua Gestual Britânica, nome original: British Sign Language, também conhecida como BSL) é a língua de sinais através da qual a comunidade surda, no Reino Unido, se comunica. É a língua preferencialmente usada pelos surdos no Reino Unido; existem 125,000 adultos surdos, no Reino Unido, que usam a BSL, além de cerca de 20,000 crianças. Este idioma faz uso do espaço e envolve movimentos das mãos, corpo, rosto e cabeça, na sua produção. Milhares de pessoas que não são surdas usam este idioma, como familiares de pessoas surdas, intérpretes de língua de sinais, entre outros, a fim de comunicar com a comunidade surda.

## História
Há registos de uma língua de sinais, extinta, que era usada entre as comunidades surdas britânicas, por volta de 1570. A BSL desenvolveu, tal como todas as línguas, destas origens, através da modificação, invenção e importação. 